# Ристо Веруш
Яне Веляноски (на македонска литературна норма: Ристо Веруш, на сръбски: Риста Веруш или Rista Veruš) е юрист и сръбски писател от Република Македония.

## Биография
Роден е в 1924 година в стружкото сърбоманско влашко село Долна Белица, тогава в Кралството на сърби, хървати и словенци. Завършва Юридическия факултет на Белградския университет. Работи като съдия в Струга, Охрид и Скопие.
Пише криминални романи на сръбски език. Романът му „Тайната на числата 221/1 и 221/5“ (Tajna brojeva 221/1 и 221/5) от 1962 година е смятан за първия криминален роман в северномакедонската литература. Умира в Охрид в 2001 година.